# Spermophilus taurensis
Spermophilus taurensis е вид гризач от семейство Катерицови (Sciuridae). Видът не е застрашен от изчезване.

## Разпространение
Разпространен е в Турция.